# Calidris bairdii
Calidris bairdii là một loài chim trong họ Scolopacidae.
Chim trưởng thành có chân màu đen và mỏ thẳng, mỏng ngắn và thẫm màu. Lông màu nâu sẫm trên đầu và chủ yếu là màu trắng bên dưới với một mảng đen trên đít. Đầu và ngực có màu nâu nhạt với những vệt tối. Vào mùa đông lông, loài này là nhạt màu xám nâu ở phía trên.
Chúng sinh sản trong các vùng lãnh nguyên phía Bắc, từ phía đông Siberia đến tây Greenland. Chúng làm tổ trên mặt đất, thường ở nơi khô ráo với thảm thực vật thấp.
Chúng cư đường dài, trú đông ở Nam Mỹ. Loài này là một loài lang thang hiếm đến Tây Âu.

## Hình ảnh

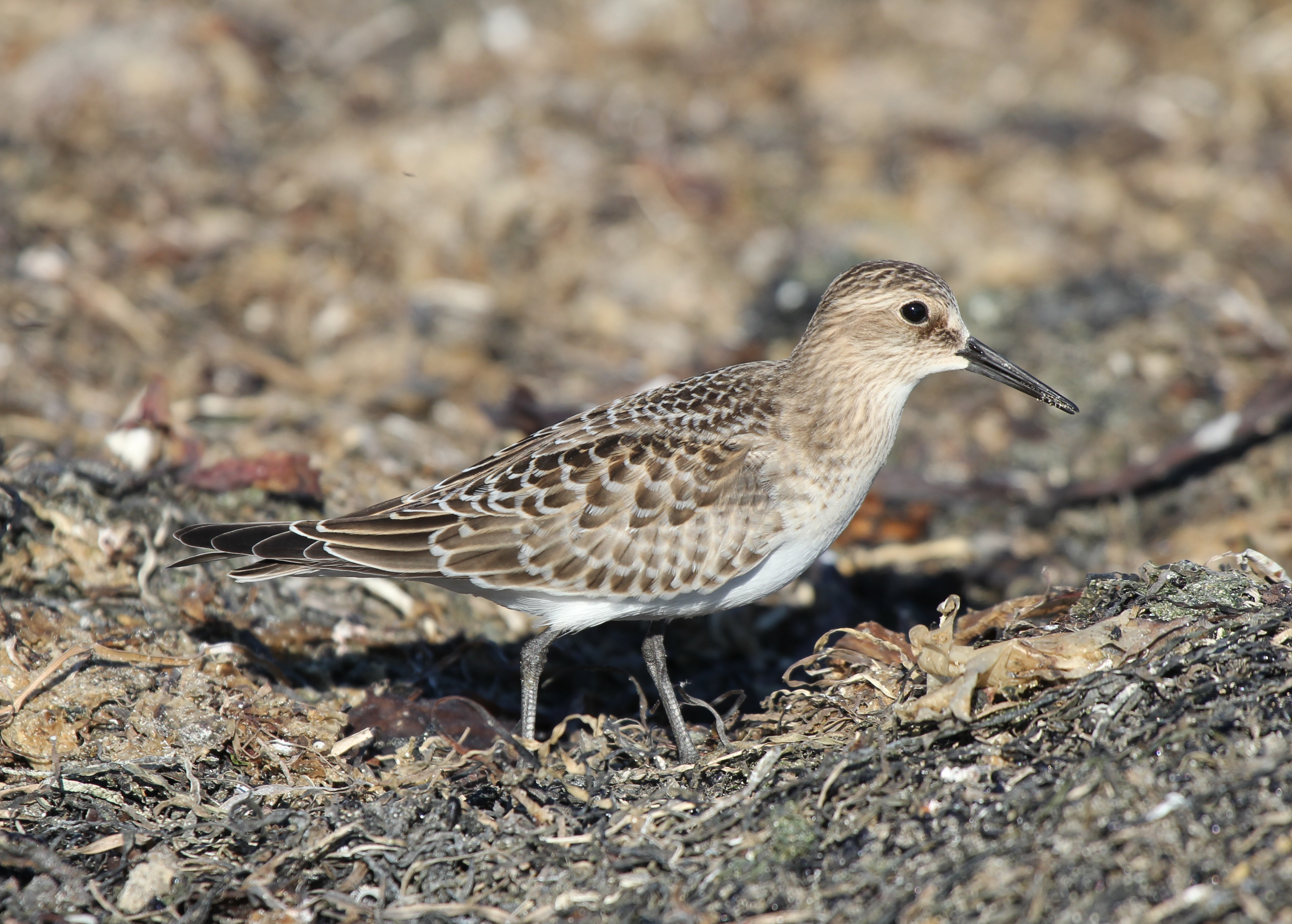
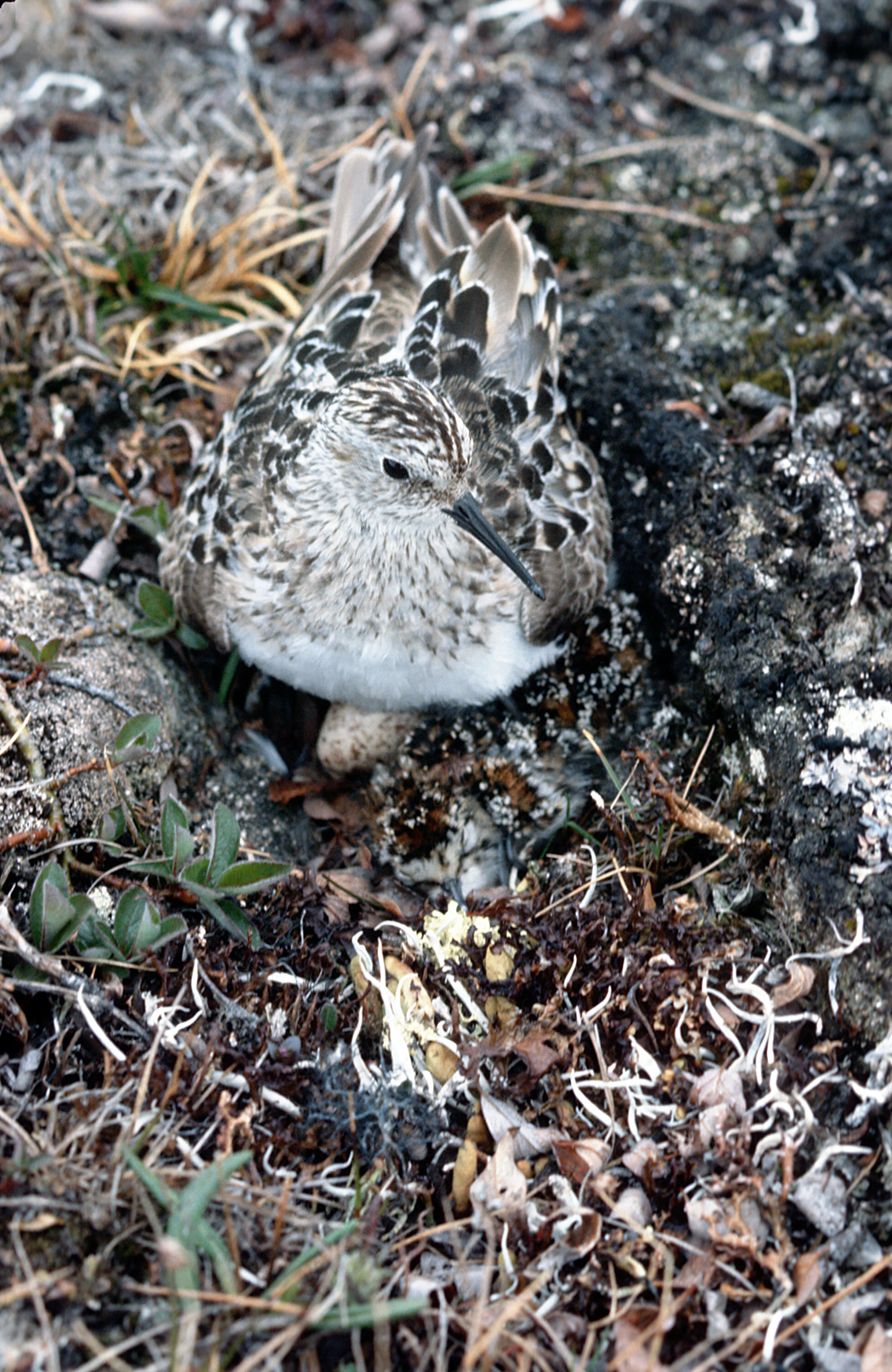
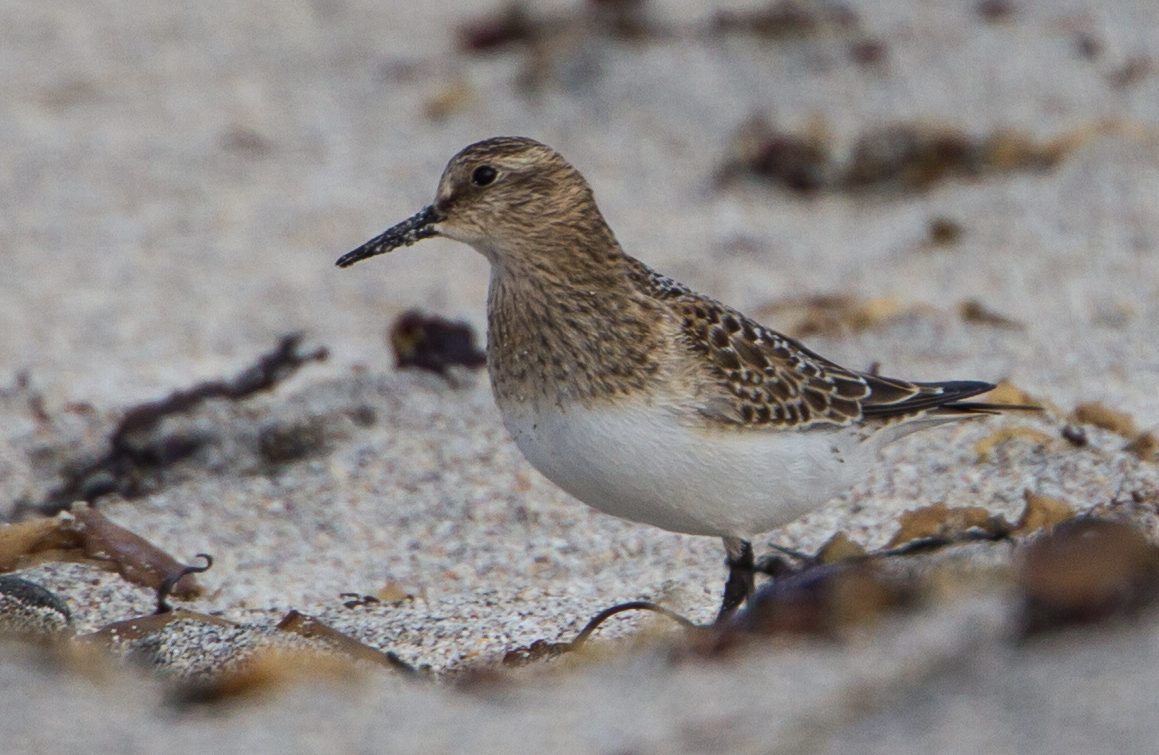
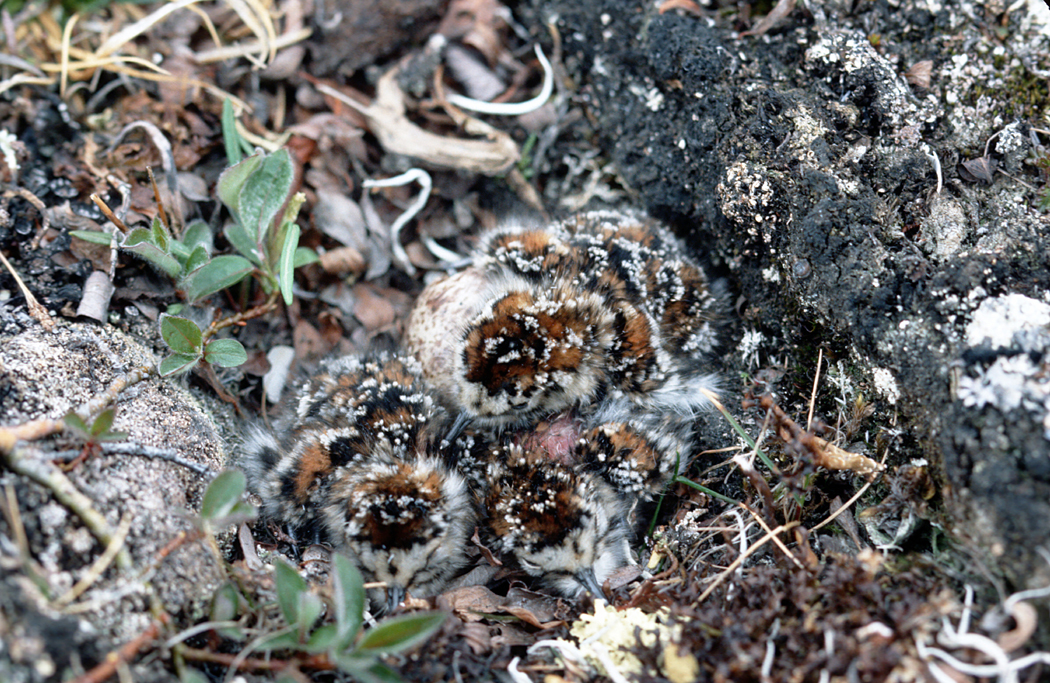